# Seigny
Seigny település Franciaországban, Côte-d’Or megyében. Lakosainak száma 153 fő (2022. január 1.). Seigny Fresnes, Benoisey, Éringes, Grignon és Ménétreux-le-Pitois községekkel határos.

## Népesség
A település népessége az elmúlt években az alábbi módon változott:
| Lakosok száma | 181  | 164  | 164  | 159  | 159  | 168  | 172  | 174  | 167  | 153  |
|               | 1968 | 1982 | 1990 | 2006 | 2013 | 2015 | 2017 | 2019 | 2020 | 2022 |